# Masclat
 Masclat  es una comuna y población de Francia, en la región de Mediodía-Pirineos, departamento de Lot, en el distrito de Gourdon y cantón de Payrac.
Su población en el censo de 1999 era de 292 habitantes.
Está integrada en la Communauté de communes Haute Bourriane .

## Demografía
| 279 | 326 | 296 | 282 | 287 | 292 |
| Para los censos de 1962 a 1999 la población legal corresponde a la población sin duplicidades (Fuente: INSEE [Consultar]) |     |     |     |     |     |